# 카르밀라

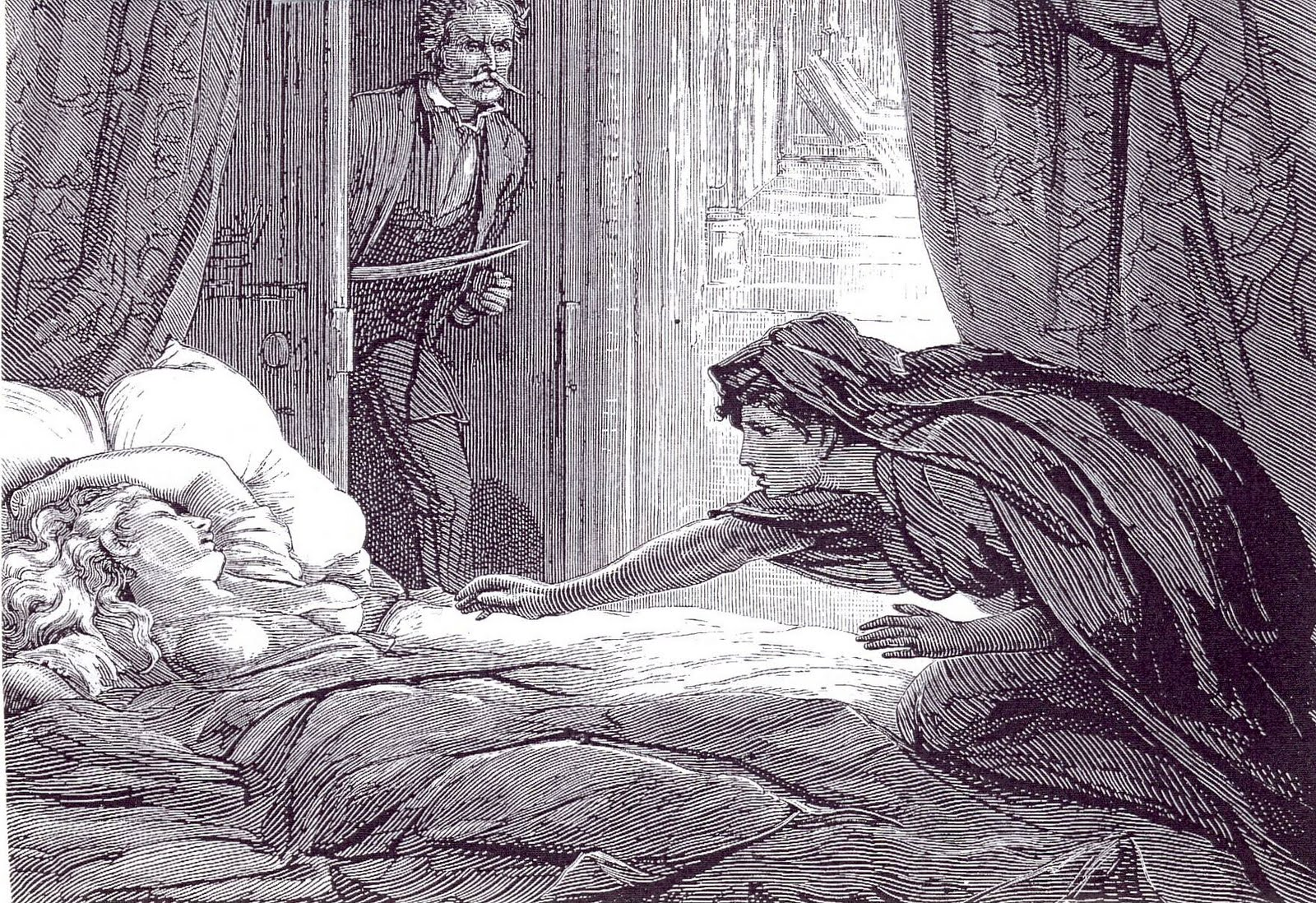

《카르밀라》(Carmilla)는 셰리던 르 파뉴가 쓴 고딕 중편소설이다. 한 여성의 카르밀라라는 이름의 여성 흡혈귀에 대한 회상이 내용이다. 1872년 작품으로, 브램 스토커의 《드라큘라》보다 앞선다.